# رولز-رویس آربی.۵۰ ترنت
رولز-رویس آربی. ۵۰ ترنت (به انگلیسی: Rolls-Royce RB.50 Trent) یک موتور هواگرد ساختِ کارخانهٔ رولز-رویس لیمیتد در کشور بریتانیا است.